# Intermediário (química)
Em química diz-se que uma substância é um intermediário quando em um processo de síntese ela é produzida como etapa intermediária da obtenção de outra. Pode-se, noutros termos, definir que o intermediário é a matéria prima para a produção de determinada substância, partindo-se, para sua produção, de outras matérias primas anteriores.
Assim, por exemplo. O nitrobenzeno é um intermediário da produção do dinitrobenzeno e este é um intermediário da produção do diaminobenzeno.
Outro exemplo é o fenol, que é um intermediário para o ácido salicílico, que por sua vez é uma intermediário para o ácido acetilsalicílico.

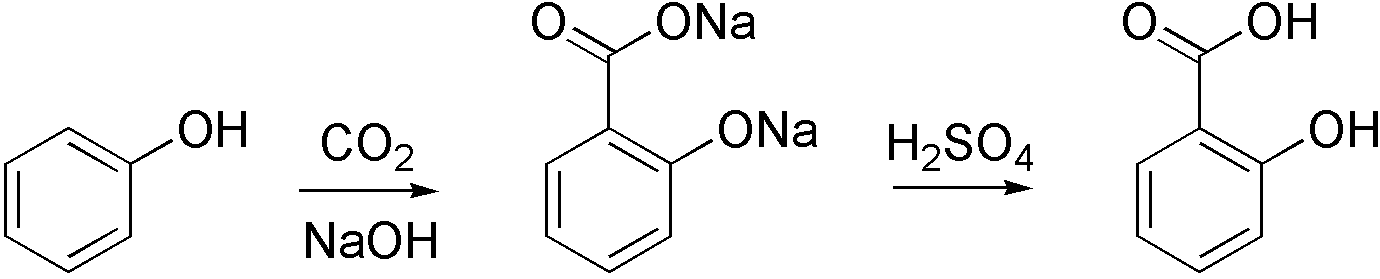
Síntese do ácido salicílico.

Síntese do ácido acetilsalicílico

Uma substância que é inicial numa marcha de vários passos síntese é dita muitas vezes precursor(a). Normalmente, são as substâncias mais simples, facilmente obtíveis e de baixo custo, inclusive a partir da exploração mineral ou extrativismo vegetal, como o benzeno do petróleo e hulha e os ácidos graxos e álcoois graxos, dos óleos e ceras vegetais.